# FK Inkaras Kaunas
FK Inkaras was een Litouwse voetbalclub uit de stad Kaunas.
De club werd in 1937 opgericht en fuseerde in 1991 met Vytis Kaunas tot Vytis-Inkaras en na dat seizoen gingen beide weer apart verder. In 1994 werd de naam Inkaras-Grifas en in 1998 ging de club wederom met FRK Atletas Kaunas samen tot Inkaras-Atletas. In 2001 gingen beiden andermaal uit elkaar en werd de oude naam weer hersteld.
Na de onafhankelijkheid van Litouwen was de club medeoprichter van de hoogste klasse. Inkaras speelde de eerste seizoenen in de middenmoot, tot seizoen 1994/95 de titel gehaald werd. Deze werd in het volgende seizoen nog eens verlengd. De volgende seizoenen eindigde de club nog in de subtop. In 2000 speelde de club niet in de hoogste klasse maar keerde terug in 2001. Voor seizoen 2003 trok de club zich terug en ging failliet. 

## Erelijst
- Landskampioen

1950, 1951, 1954, 1964, 1965, 1995, 1996
- Beker

1948, 1949, 1951, 1954, 1965, 1969, 1995
- Supercup

1995

## Inkaras in Europa
#Q = #kwalificatieronde, #R = #ronde, T/U = Thuis/Uit, W = Wedstrijd, PUC = punten UEFA coëfficiënten .
Uitslagen vanuit gezichtspunt FK Inkaras Kaunas
| Seizoen | Competitie    | Ronde | Land                  | Club               | Totaalscore  | 1e W    | 2e W       | PUC |
| ------- | ------------- | ----- | --------------------- | ------------------ | ------------ | ------- | ---------- | --- |
| 1995/96 | UEFA Cup      | Q     | Vlag van Denemarken   | Brøndby IF         | 0-6          | 0-3 (U) | 0-3 (T)    | 0.0 |
| 1996/97 | UEFA Cup      | 1Q    | Vlag van Bulgarije    | Slavia Sofia       | 4-5          | 3-4 (U) | 1-1 (T)    | 1.0 |
| 1997/98 | UEFA Cup      | 1Q    | Vlag van Tsjechië     | FC Boby-sport Brno | 4-7          | 3-1 (T) | 1-6 (U)    | 2.0 |
| 1998    | Intertoto Cup | 1R    | Vlag van Azerbeidzjan | Fekhlesi Bakoe     | 1-1 (5-4 ns) | 1-0 (T) | 0-1 nv (U) | 0.0 |
|         |               | 2R    | Vlag van Duitsland    | Werder Bremen      | 1-5          | 1-4 (U) | 0-1 (T)    | 0.0 |

Totaal aantal punten voor UEFA coëfficiënten: 3.0